# La Jumelle
Pour plus de détails, voir Fiche technique et Distribution.
La Jumelle est un film ivoirien réalisé en 1999 par Lacina Diaby.